# تشدومير فيتكوفاك
تشدومير فيتكوفاك (بالصربية: Чедомир Витковац) مواليد 28 أكتوبر 1982 في كروشيفاتس، جمهورية يوغوسلافيا الاشتراكية الاتحادية، هو لاعب كرة سلة صربي. بدأ مسيرته الاحترافية في سنة 1999.

## المسيرة الاحترافية
لعب مع نادي ريد ستار لكرة السلة من سنة 2003 إلى 2006، ثم لعب مع نادي بارتيزان لكرة السلة من سنة 2007 إلى 2009، ثم لعب مع نادي بودوشنوست لكرة السلة في موسم 2009–2010.

## روابط خارجية
- تشدومير فيتكوفاك على موقع الدوري الأوروبي لكرة السلة (الإنجليزية)
- تشدومير فيتكوفاك على موقع كرة السلة الأوروبية.كوم (الإنجليزية)
- تشدومير فيتكوفاك على موقع ريلجم (الإنجليزية)
- تشدومير فيتكوفاك على موقع بروبوليرز (الإنجليزية)
- تشدومير فيتكوفاك على موقع سبورتس رفرنس (الإنجليزية)